# Verro de pedra

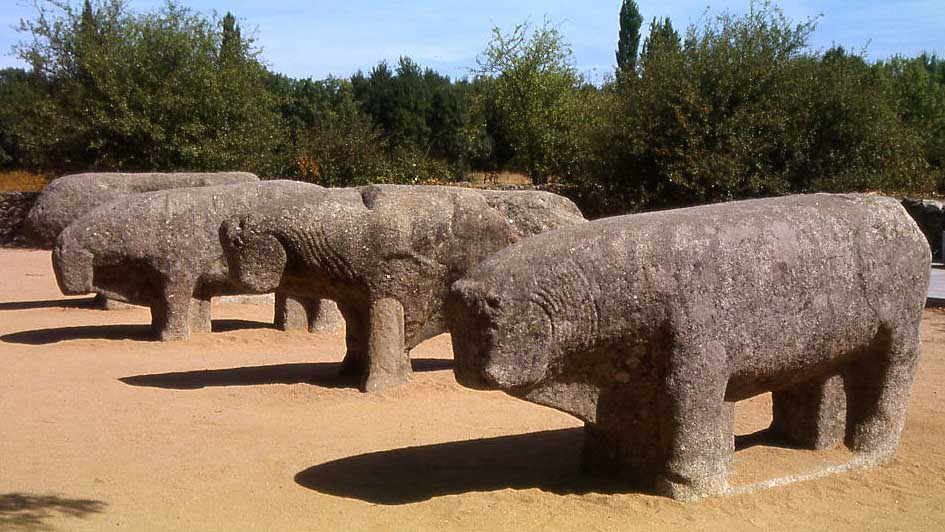
Toros de Guisando a El Tiemblo, Àvila

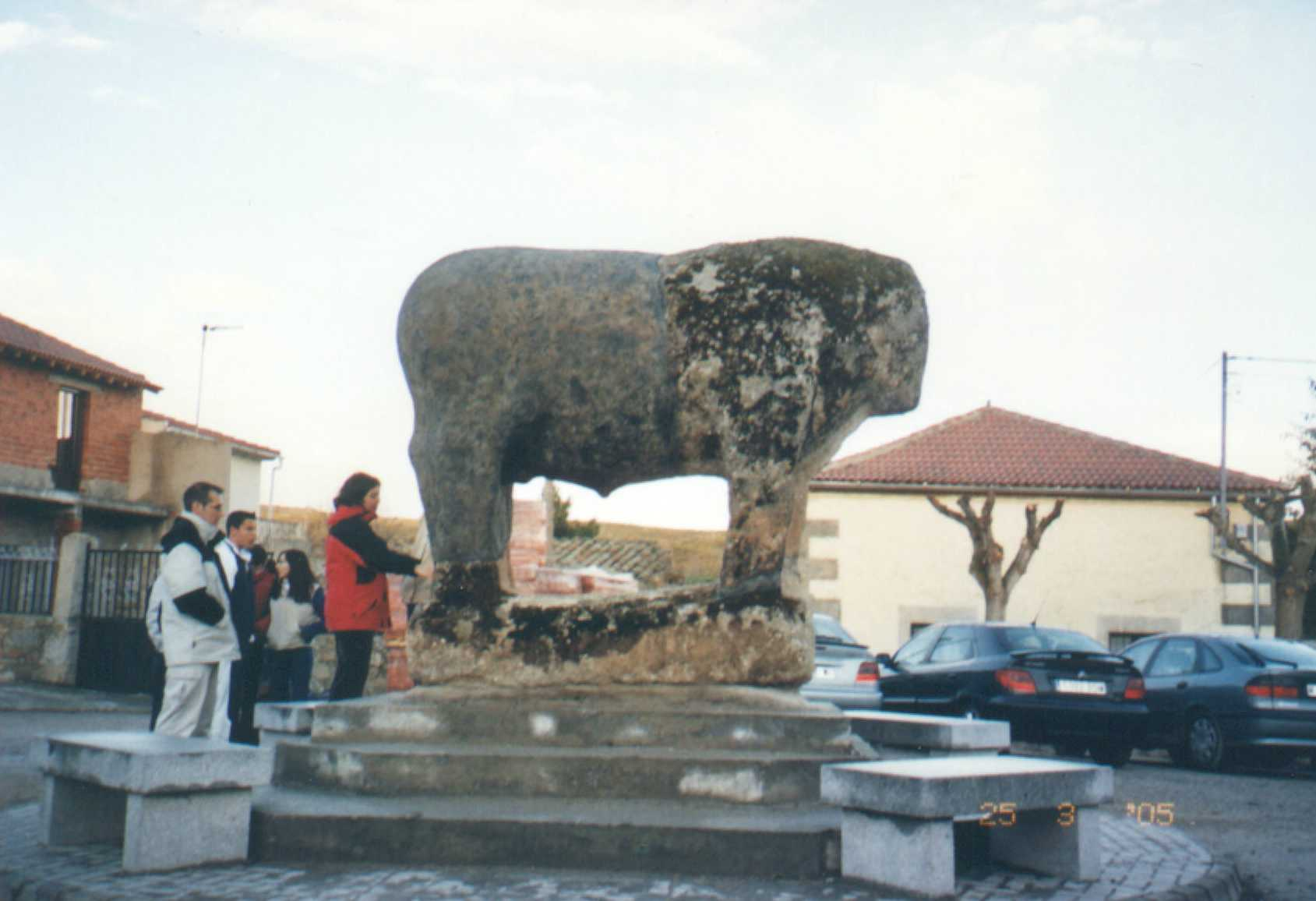
Verro situat a la plaça major de Villanueva del Campillo. És l'escultura zoomorfa d'origen vetó més gran trobada fins al moment a la península Ibèrica

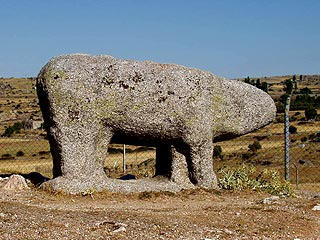
Verro al costat de l'ermita de la Verge a Mingorría, Àvila

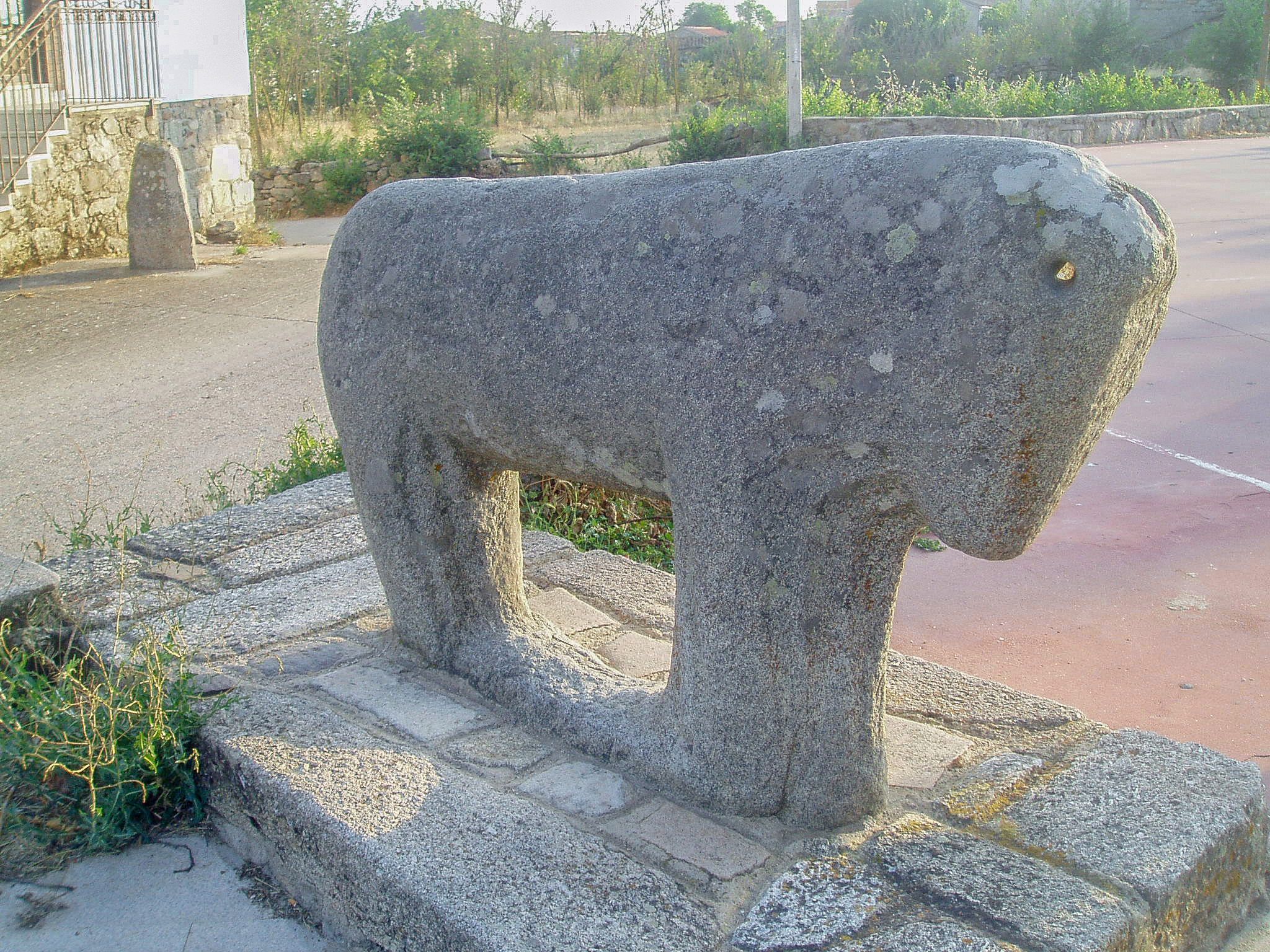
Verro de Villardiegua (Zamora), popularment anomenat "la mula"

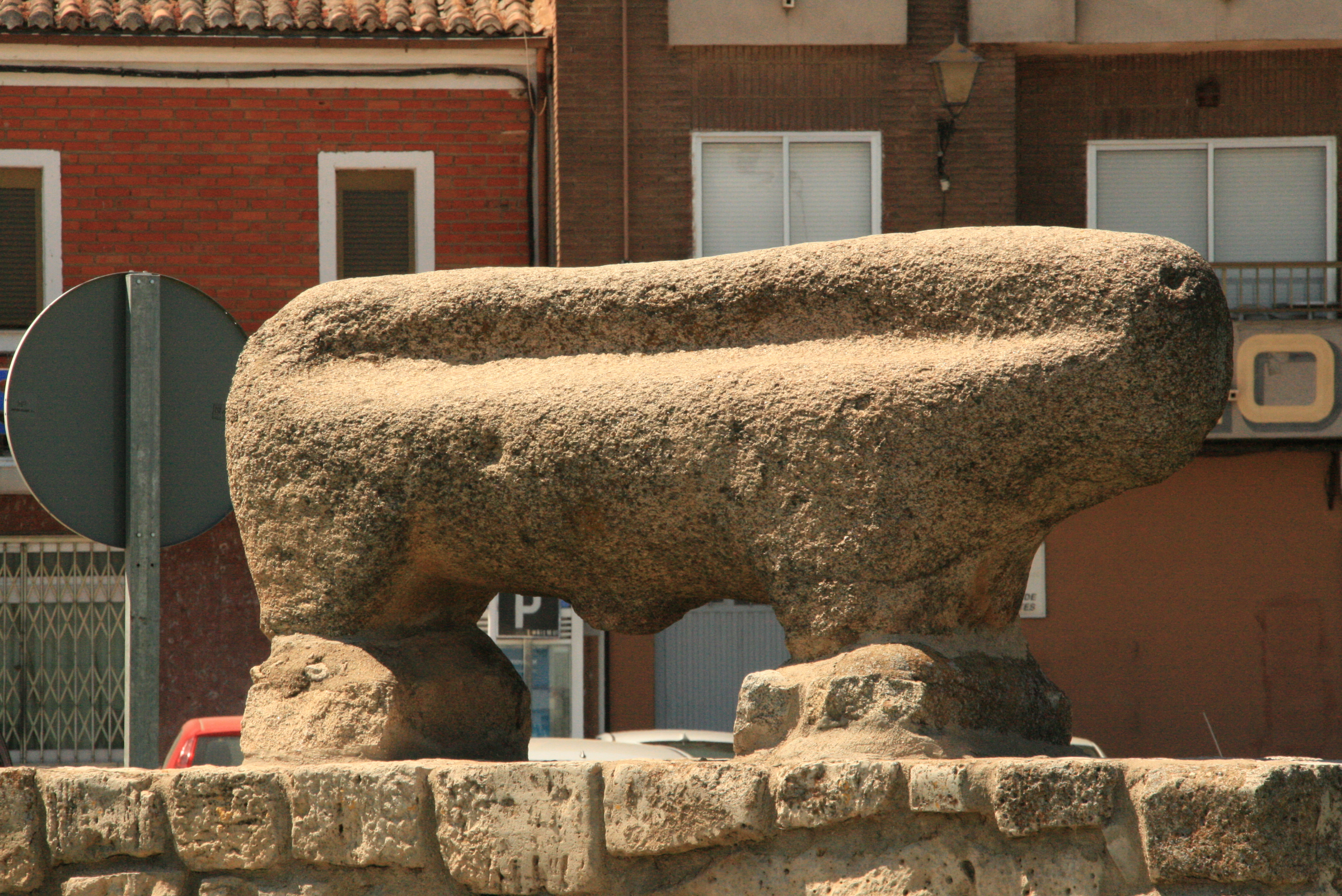
Verro de la ciutat de Toro

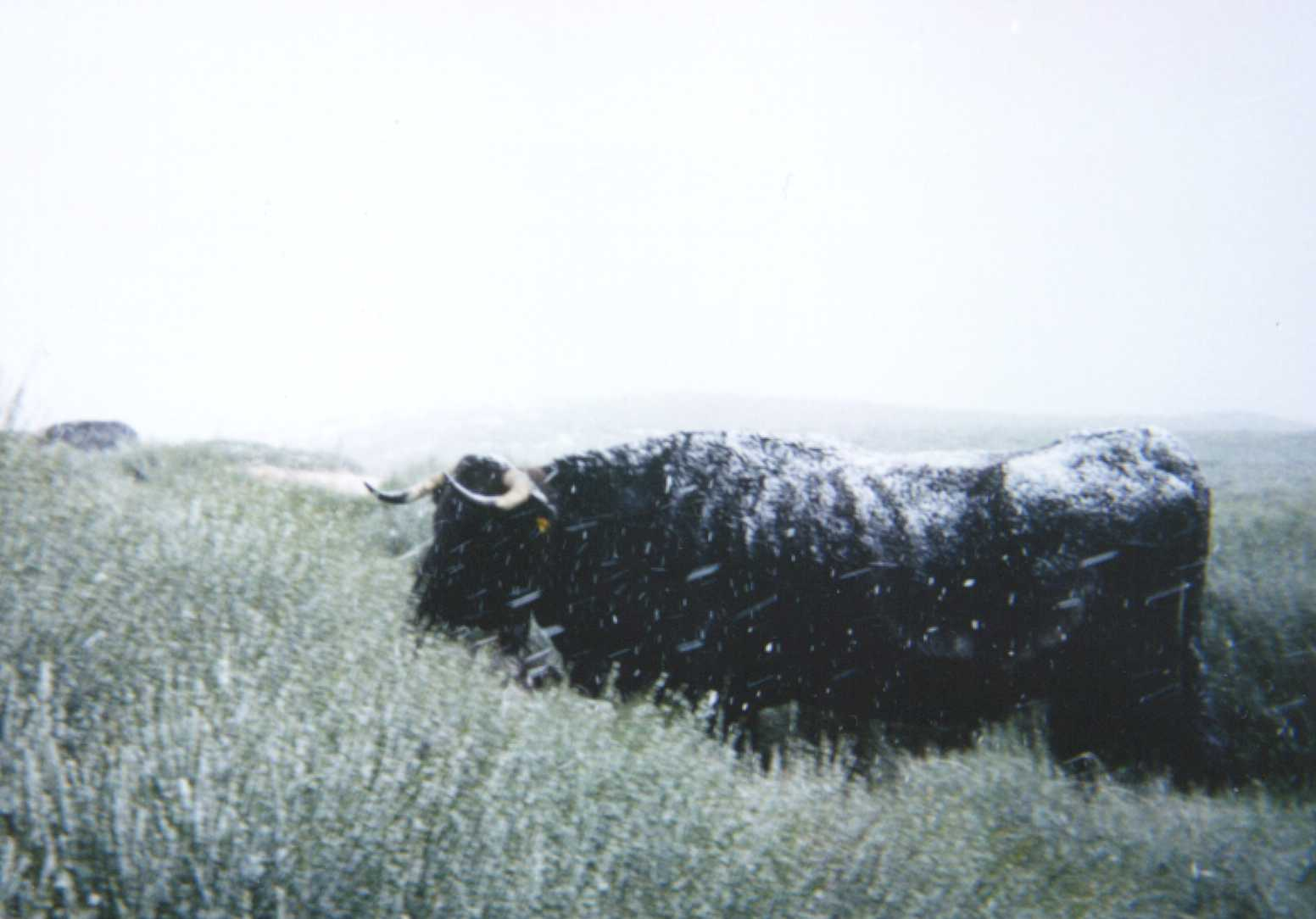
Cap de bestiar avilés negre ibèric, possiblement el model en què s'inspiraren els vetons

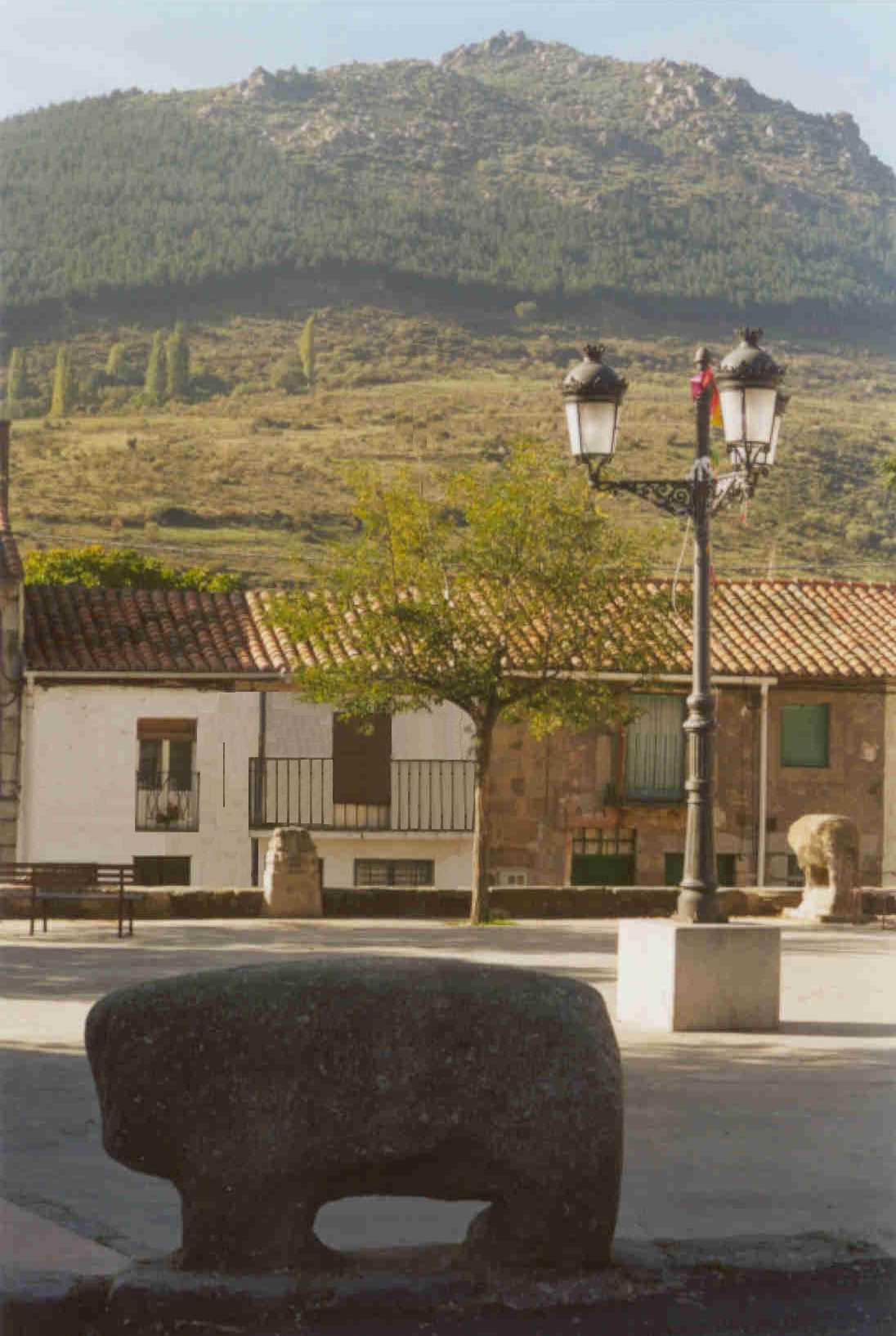
Verro de pedra a Villatoro, Àvila

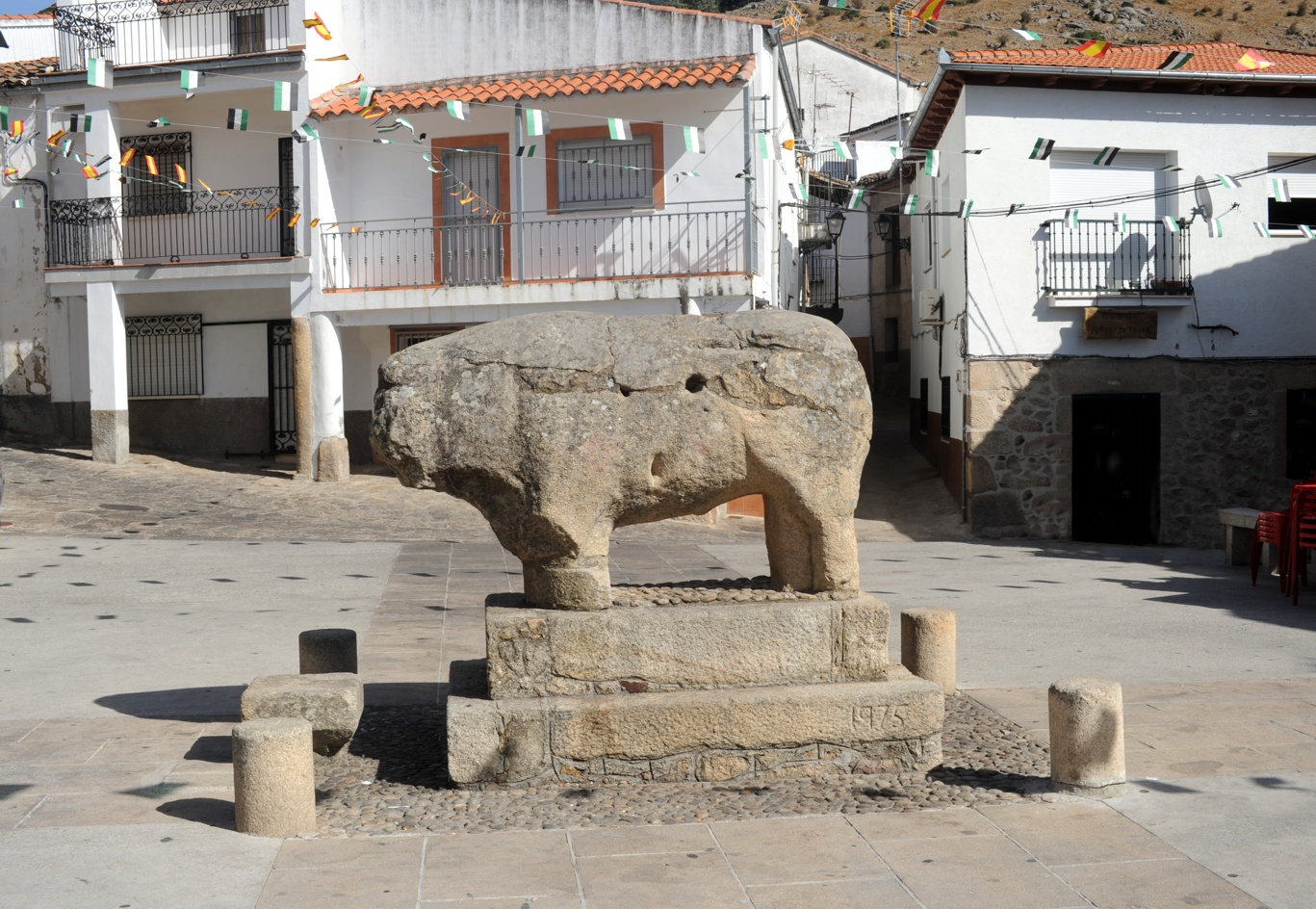
Toro a Segura de Toro, Càceres

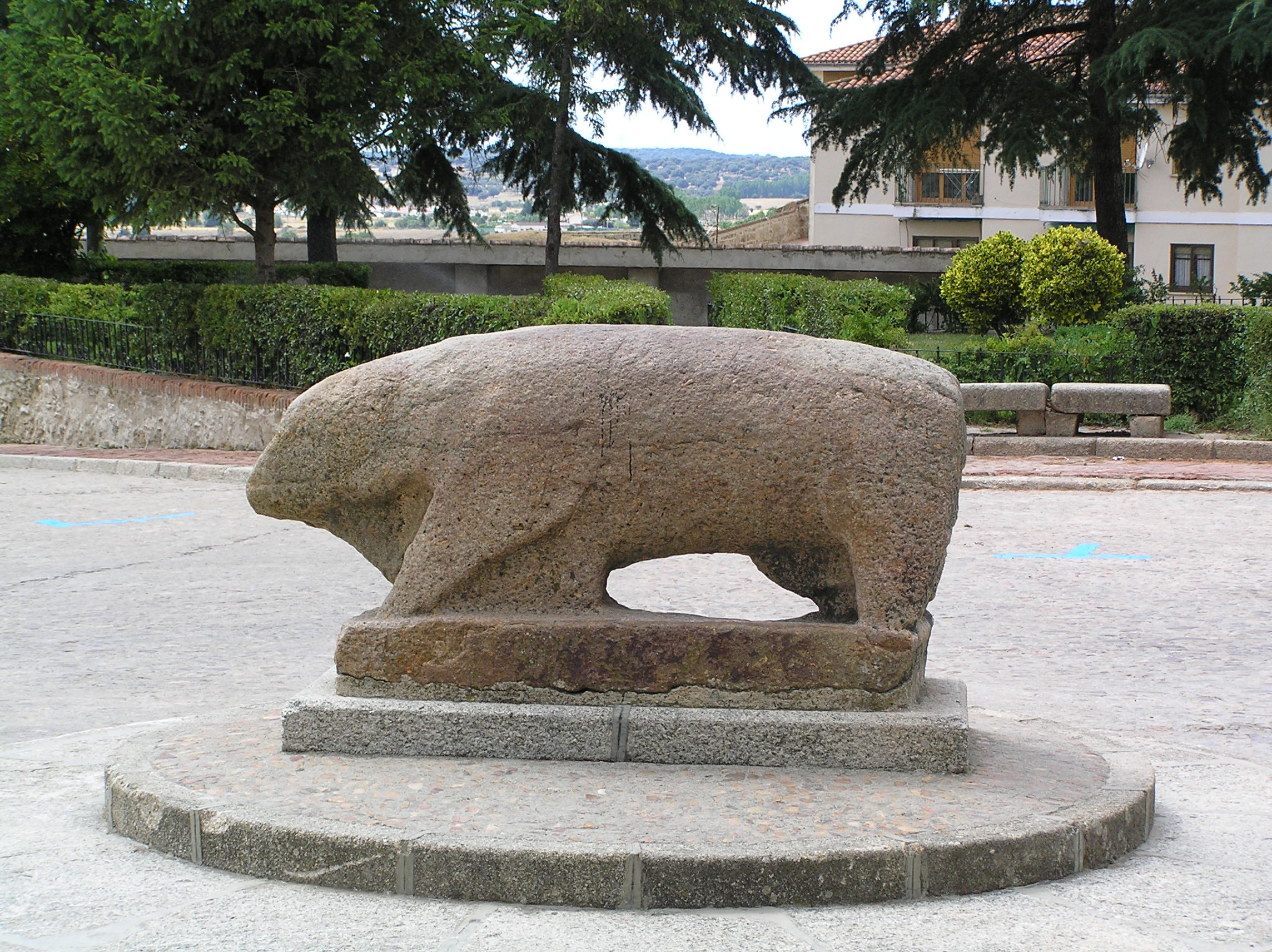
Verro de Ciudad Rodrigo, Salamanca

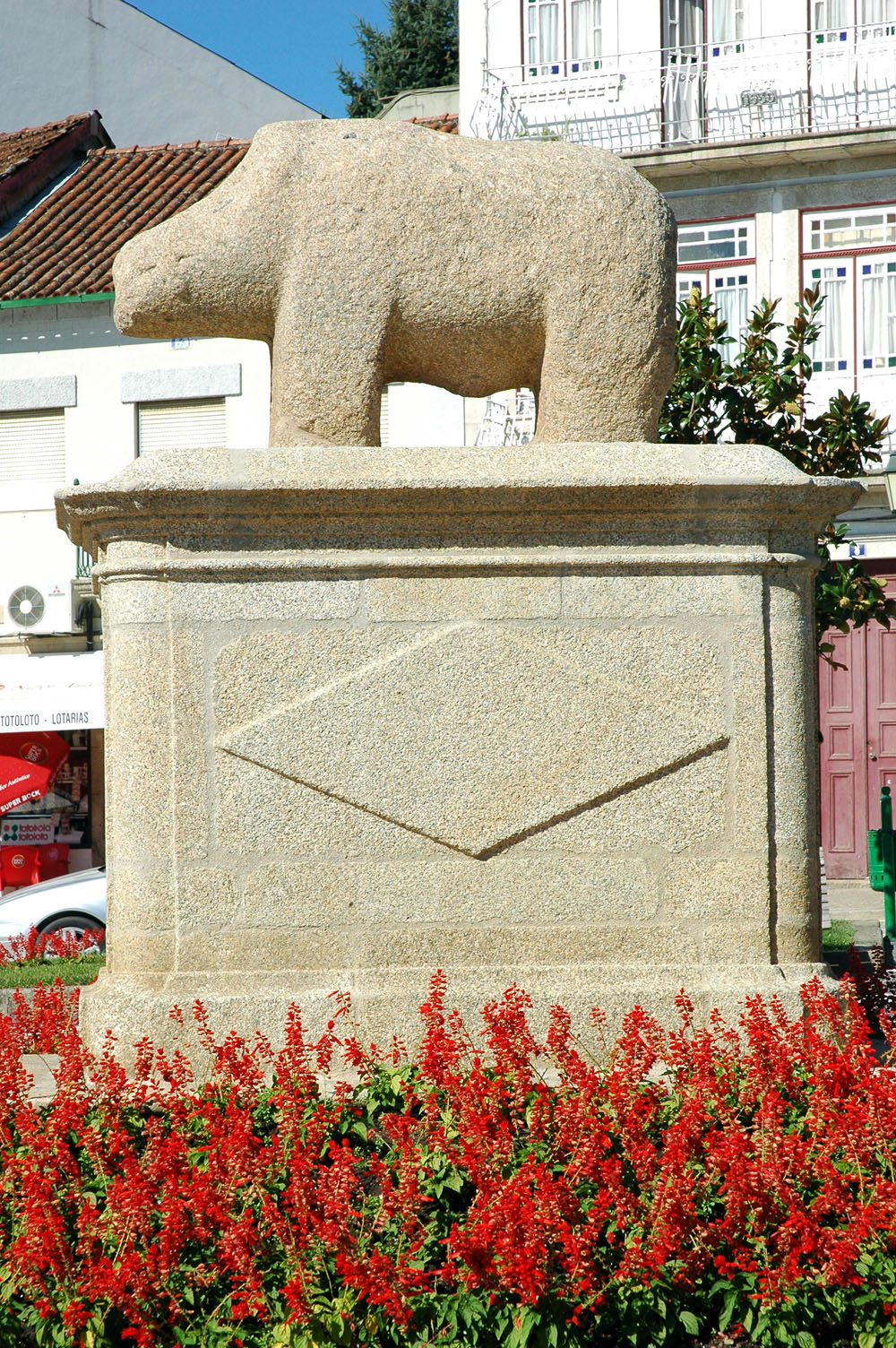
Truja de Murça, Portugal

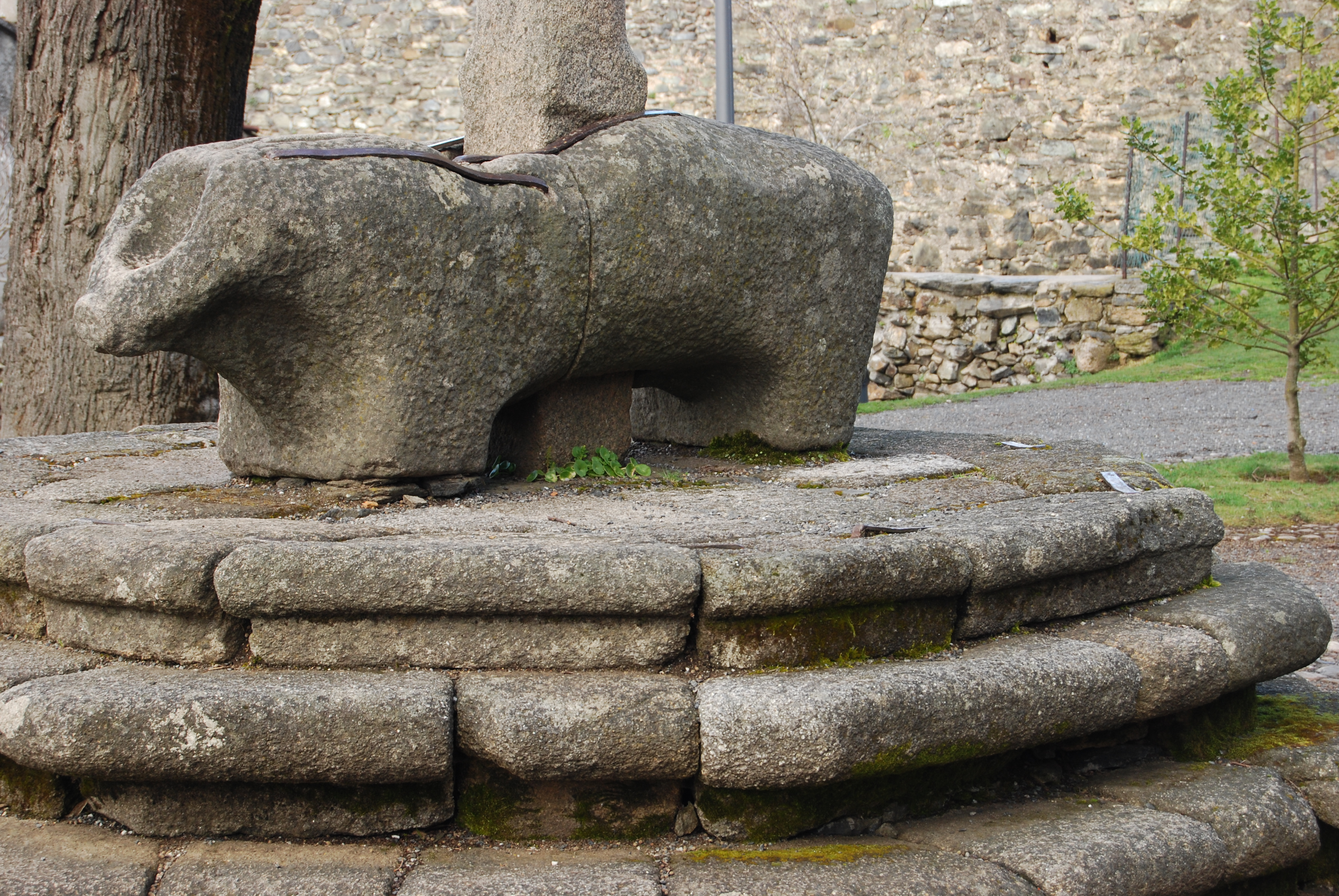
Verro de Bragança (Portugal)

Els verros de pedra són escultures zoomorfes de pedra que es troben a l'estat espanyol, a les províncies de Càceres, Salamanca, Zamora, Àvila, Toledo i Segòvia, i a Portugal, a les zones de Beira Interior Nord i Trás-os-Montes, de l'època dels vetons (cap al segle V aC), la finalitat dels quals no és massa clara.
Hi ha diverses teories referents al seu significat: d'una banda es creu que delimitaven terrenys dedicats al pasturatge; d'altra, podrien tenir un significat místic o religiós, concretament el culte als morts o ritus funeraris (perquè alguns tenen gravades inscripcions funeràries llatines de l'època romana), o el culte a la fertilitat (vegeu Atégina), o fins i tot ser exvots.
Tenen diverses formes, entre les quals predominen: la de toro, porc, senglar i menys freqüent la forma d'os. Quan estan prou deformats pel pas del temps, no queda la figura perfectament definida i poden fàcilment prendre's per altres animals.
Quan tenen la forma i la grandària d'un bou, se'ls anomena toros de pedra, encara que la paraula verro significa 'porc'.
Uns dels més coneguts són els toros de Guisando, a la província d'Àvila, i el més gran fins ara conegut ha estat recuperat fa poc i es troba a la plaça Major de Villanueva del Campillo, a Àvila. També n'hi ha un de molt antic i en bon estat a la plaça de Torralba de Oropesa, Toledo.
Potser el més famós de tots és el que n'hi ha al costat del pont romà de Salamanca.
Aquest tipus de verros en el període més recent de la història ha definit els pobles principalment ramaders.
Se'n troben uns altres de molt semblants en llocs tan apartats com Polònia.

## Localització d'alguns verros

### Àvila
- Aldea del Rey Niño
- Arévalo (un exemplar al palau del general Vicente de Río)
- Àvila de los Caballeros (14 exemplars procedents de Tornadizos i 3 de trobats al costat de l'Adaja)
- Cardeñosa (Castro de Las Cogotas)
- Chamartín (5 exemplars, el millor conservat és el Verro del Castre de la Mesa de Miranda)
- Martiherrero (4 verros)
- Mingorría
- Mirueña dels Infanzones (2 exemplars incrustats a la paret d'una casa)
- Narrillos de San Leonardo
- San Miguel de Corneja, etc.

### Càceres
- Còria, actualment al Museu de la Presó Reial de Còria
- Botija (Castre de Villasviejas del Tamuja, "Tamusia")
- Guadalupe (Caseriu de Mirabel)
- Jaraíz de la Vera
- Madrigalejo (actualment al Museu Arqueològic de Càceres)
- Segura de Toro
- Valdelacasa de Tajo
- Villar del Pedroso
- Pasarón de la Vera: fou destruït possiblement al s. XIX, però continua formant part del seu escut

### Salamanca
- Ciudad Rodrigo (2 exemplars, un d'ells procedent de Gallegos de Argañán)
- Gallegos de Argañán (un actualment al Museu de Salamanca i l'altre a la Casa de la Cultura de Ciudad Rodrigo)
- Juzbado
- Larrodrigo
- Ledesma
- Lumbrales (2 verros)
- Masueco (actualment al Museu de Salamanca)
- Monleón
- Puente del Congosto
- La Redonda (actualment al Museu de Salamanca)
- Salamanca (el verro del pont citat en El Lazarillo de Tormes al costat del pont romà i diversos exemplars en el museu), etc.

### Segòvia
- Segòvia (2 exemplars: un bou i un senglar; actualment al Museu Provincial)[1]
- Coca (3 exemplars: dos enfront de l'arc de la Vila i un incrustat als murs del castell)[1]

### Toledo
- La Puebla de Montalbán. Un exemplar, trobat el 2006 i situat al museu "La Celestina"[2]
- Castillo de Bayuela: 2 exemplars. Situats a la plaça de San Antonio i en perfecte estat
- Talavera de la Reina. Incrustat en una muralla, només se'n veu el cap
- Talavera la Nueva
- Torralba de Oropesa
- Torrecilla de la Jara (2 exemplars)

### Zamora
- Muelas del Pan
- San Vitero
- Toro
- Villardiegua

### Euskal Herria
- Ídol de Mikeldi, localitzat a Durango, actualment a Bilbao

### Trás-os-Montes, Portugal
- Bragança
- Murça
- Picote
- Duas Igrejas
- Malhadas
- Torre de Dona Chama (Mirandela)

### Guarda, Portugal
- Almofala